# Vidas en juego
Vidas em Jogo (en español:  Vidas en juego) es una telenovela brasileña producida por RecordTV, exhibida desde el 3 de mayo de 2011 hasta el 9 de abril de 2012, sucediendo a Ribeirão do Tempo y siendo reemplazada por Máscaras. Fue dirigida por Alexandre Avancini, y escrita por Cristianne Fridman.
Guilherme Berenguer, Thaís Fersoza, Beth Goulart, Sandro Rocha, André Di Mauro, Simone Spoladore, Marcos Pitombo, Ricardo Petraglia, Paulo César Grande, Leonardo Vieira, Vanessa Gerbelli, Amandha Lee, Cláudio Heinrich, Luciana Braga, Lucinha Lins, Denise Del Vecchio, Sacha Bali, Sílvio Guindane, Betty Lago y Julianne Trevisol son los protagonistas.

## Historia
La quiniela de la amistad es un grupo de diez amigos que desde hace dos años han jugado a la lotería, los cuales se reúnen en un restaurante de comida nordestina propiedad de Severino (Paulo César Grande) en el centro de Río de Janeiro.
Cada integrante de la quiniela pasa por dificultades y situaciones comunes vividas por la sociedad brasileña: alguna necesita dinero para pagar la universidad de su hijo (Augusta, Denisse Del Veccio); otro tiene que pagar la deuda con el prestamista (Iván, Silvio Guindane); el otro quiere encontrar a los hermanos que se perdieron en el mundo (Francisco, Guilherme Berenguer); otros para comprar una flotilla de taxis (Andrea, Simone Spoladore), etcétera; problemas que requieren de dinero para ser resueltos.
A medida que la quiniela de la amistad juega a la lotería desde hace dos años y no ganan ni un premio menor, Belmiro (Ricardo Petraglia) propuso que el grupo debía hacer un pacto: si ganan la lotería, la mitad del premio sería para el ahorro; y para acceder a la otra mitad del premio los integrantes tendrían que cumplir una misión en específico en el lapso de un año. La mayoría protestó, pero Belmiro argumentó: las misiones son bastante simples. Algunos pensaron en dejar la quiniela, pero terminan cediendo y firman un documento que valida legalmente el pacto de la suerte. 
Finalmente, en el sorteo de fin de año la quiniela de la amistad logra ganar el gran premio mayor de la lotería consistente en 200 millones de Reales, experimentando los primeros placeres que el dinero puede ofrecer: ropa, autos, casas... todos los sueños de la población necesitada son experimentados por los personajes. Pero también el hecho provoca problemas.
El primer conflicto que surge entre los amigos es en relación con la cláusula del pacto para acceder a la otra mitad del premio. La mayoría quiere olvidar esta historia y dividir pronto la mitad del premio. Belmiro, con el apoyo de Francisco forzan a firmar el pacto debidamente documentado y validado legalmente, donde se estipula que para retirar el dinero de la segunda mitad del premio se tiene que cumplir con las misiones encomendadas (Bajar de peso sin cirugías, clasificar al equipo de fútbol a las finales del campeonato, etc.).
Los miembros empiezan a tener dificultades para cumplir cada uno con su misión. Esta dificultad es creada principalmente por la acción de los villanos de la novela, pero también por las limitaciones individuales de cada uno. Debido a ello, los sentimientos de la quiniela se marchitaron y la amistad dio paso a la ambición; cambiando algunos de los integrantes sus valores y carácter por el poder del dinero. Algunos tratan de evitar que los demás puedan cumplir con su misión. 
Además de esforzarse para cumplir su misión de superar los obstáculos planteados por otros, los integrantes de la quiniela se enfrentan a un nuevo reto cuando algunos de los integrantes comienzan a morir en extrañas circunstancias; abriendo con ello una nueva etapa en la trama: Un juego de vida o muerte. 
El principal triángulo amoroso lo componen Francisco, Rita (Julianne Trevisol) y Patricia (Thaís Ferzosa). Francisco antes de ganar la lotería, era el chofer de Regina (Beth Goulart), villana principal de la historia, que a su vez es madre de Patricia. Francisco y Patricia se relacionan ocultamente. Patricia es la clásica niña rica que inicialmente toma la relación con el chofer por diversión, mientras que Rita es una chica muy trabajadora humilde y tiene el sueño de ser una bailarina. 
Regina, propietaria de una empresa de construcción de tamaño medio, tiene que desalojar a las personas sin hogar que ocupaban un edificio abandonado de su propiedad para demolerlo y vender el terreno al gobierno. Contrata para ello a una milicia encabezada por Cleber (Sandro Rocha) a fin de desalojar a las personas sin hogar, varias de ellas integrantes de la quiniela de la amistad. Se opuso a la relación de Patricia con Francisco tras saber que ambos serían padres, pero al enterarse de que el chofer había ganado la lotería da su apoyo; aunque la verdadera causa del cambio de carácter fue la conseguir que Patricia se casara con él y heredar de ese modo su fortuna. Además Regina junto con Cleber buscan evitar que los otros integrantes de la quiniela cumplan con sus misiones con la finalidad de que Francisco obtenga más dinero para "heredar" a su hijo y así acceder a esos recursos ya que la constructora atravesaba por dificultades económicas.

## Reparto
| Ator                | Personagem                                   |
| ------------------- | -------------------------------------------- |
| Guilherme Berenguer | Francisco Pereira Moraes                     |
| Thaís Fersoza       | Patricia Camargo Leal                        |
| Beth Goulart        | Regina Camargo Leal                          |
| Julianne Trevisol   | Rita Duarte Monteiro                         |
| Sandro Rocha        | Cléber Gomes Pedroso                         |
| Leonardo Vieira     | Ernesto Lopes Vidal                          |
| Vanessa Gerbelli    | Divina Torres Bandeira                       |
| Lucinha Lins        | Alzira Duarte Monteiro (Zizi)                |
| Paulo César Grande  | Severino Ramos Bandeira                      |
| Denise Del Vecchio  | Augusta Figueira de Andrade Augusto          |
| Betty Lago          | Marizete Bastos da Silva                     |
| André Di Mauro      | Carlos Nobre Batista                         |
| Simone Spoladore    | Andrea Diniz Vasconcellos                    |
| Marcos Pitombo      | Lucas Ferreira Coelho                        |
| Ricky Tavares       | Wellington Barbosa Viana                     |
| Luciana Braga       | Fátima Silveira Magalhães                    |
| Sílvio Guindane     | Ivan dos Santos Marcondes                    |
| Luiz Guilherme      | Adalberto Monteiro                           |
| Amandha Lee         | Margarida Fonseca dos Prazeres               |
| Cláudio Heinrich    | Elton Fontoura de Melo                       |
| Rômulo Arantes Neto | Raimundo Figueira de Andrade                 |
| Ricardo Petraglia   | Belmiro Silveira Aguiar                      |
| Bia Montez          | Hermezinda Pérez Malta (Hermê)               |
| Mário Gomes         | Dr. Maurício Dourado                         |
| Sacha Bali          | Jorge Domingos da Costa                      |
| Letícia Colin       | Juliana Brandão                              |
| Marcela Barrozo     | Ana Cláudia "Cacau" Silveira Magalhães Viana |
| Gabriela Moreyra    | Marialice Pinheiro                           |
| Felipe Martins      | José Rodrigues Nonato (Chaveirinho)          |
| Nill Marcondes      | Vinícius Rocha                               |
| Adriano Garib       | Edmílson Magalhães                           |
| Giovana Falcão      | Grace Barbosa Viana                          |
| César Pezzuoli      | Dr. Guilherme                                |
| Aline Fanju         | Roseli Farias Peixoto                        |
| Guilherme Prates    | Daniel Torres Bandeira                       |
| Adriano Pettermann  | Valdisnei Soares de Aquino                   |
| Manoelita Lustosa   | Nelize Figueiredo Souza                      |
| Cláudia Alencar     | Adalgisa Figueira de Andrade                 |
| Sílvia Bandeira     | Suzana Carvalho                              |
| Pedro Malta         | Marcolino Pereira Moraes                     |
| Henrique Ramiro     | Edmundo Pereira Moraes                       |
| Júlia Tanus         | Jaqueline Torres Bandeira                    |
| Shaila Arsene       | Tatiana "Tati" Camargo Leal                  |
| Tati Zig            | Lúcia Coutinho                               |
| Flávio Siqueira     | Fabinho Galvão                               |
| Janaína Moura       | Marta                                        |
| Alexia García       | Dila                                         |
| Gustavo Ottoni      | Renato Docena Menezes                        |
| Alan de Oliveira    | Zacarias                                     |
| Diego Marques       | Ricardo                                      |
| Felipe Miguel       | Ângelo                                       |
| Igor Pontes         | Durval                                       |
| Marco Audino        | Jamil                                        |
| Patrick Dadalto     | Osvaldo                                      |
| Rafael Andrade      | Saulo                                        |

## Cuadro de presencia
Los 10 miembros de la Quiniela de la Amistad
| Ator                | Personaje                           | Temporada  | Temporada  | Temporada  | Temporada  | Temporada  | Temporada  | Temporada  | Temporada  | Temporada  | Temporada  | Temporada  |
| Ator                | Personaje                           | 1          | 2          | 3          | 4          | 5          | 6          | 7          | 8          | 9          | 10         | 11         |
| ------------------- | ----------------------------------- | ---------- | ---------- | ---------- | ---------- | ---------- | ---------- | ---------- | ---------- | ---------- | ---------- | ---------- |
| Guilherme Berenguer | Francisco Pereira                   | Regular    | Regular    | Regular    | Regular    | Regular    | Regular    | Regular    | Regular    | Regular    | Regular    | Regular    |
| Thais Fersoza       | Patricia Camargo-Leal               | Regular    | Regular    | Regular    | Regular    | Regular    | Regular    | Regular    | Regular    | Regular    | Regular    | Regular    |
| Julianne Trevisol   | Rita Monteiro                       | Regular    | Regular    | Regular    | Regular    | Regular    | Regular    | Regular    | Regular    | Regular    | Regular    | Regular    |
| Beth Goulart        | Regina Camargo-Leal                 | Regular    | Regular    | Regular    | Regular    | Regular    | Regular    | Regular    | Regular    | Regular    | Regular    | Regular    |
| André Di Mauro      | Carlos Batista †                    | Regular    | Regular    | Regular    | Regular    | Regular    | Regular    | Regular    | Regular    | Regular    | Regular    | Regular    |
| Sandro Rocha        | Cleber Pedroso †                    | Regular    | Regular    | Regular    | Regular    | Regular    | Regular    | Regular    | Regular    | Regular    | Regular    | Regular    |
| Amandha Lee         | Margarida Fonseca                   | Regular    | Regular    | Regular    | Regular    | Regular    | Regular    | Regular    | Regular    | Regular    | Regular    | Regular    |
| Paulo César Grande  | Severino Bandeira                   | Regular    | Regular    | Regular    | Regular    | Regular    | Regular    | Regular    | Regular    | Regular    | Regular    | Regular    |
| Vanessa Gerbelli    | Divina Bandeira                     | Regular    | Regular    | Regular    | Regular    | Regular    | Regular    | Regular    | Regular    | Regular    | Regular    | Regular    |
| Lucinha Lins        | Alzira "Zizi" Monteiro              | Regular    | Regular    | Regular    | Regular    | Regular    | Regular    | Regular    | Regular    | Regular    | Regular    | Regular    |
| Betty Lago †        | Marizete Bastos                     | Regular    | Regular    | Regular    | Regular    | Regular    | Regular    | Regular    | Regular    | Regular    | Regular    | Invitada   |
| Denise Del Vecchio  | Augusta Figueira                    | Regular    | Regular    | Regular    | Regular    | Regular    | Regular    | Regular    | Regular    | Regular    | Invitada   | Invitada   |
| Simone Spoladore    | Andrea Vasconcellos                 | Regular    | Regular    | Regular    | Regular    | Regular    | Regular    | Regular    | Regular    | Recorrente | Invitada   | Recorrente |
| Luiz Guilherme      | Adalberto Monteiro                  | Regular    | Regular    | Regular    | Regular    | Regular    | Recorrente | Regular    | Regular    | Regular    | Regular    | Regular    |
| Ricardo Petraglia   | Belmiro Silveira †                  | Regular    | Regular    | Regular    | Regular    | Regular    | Fallecido  | Fallecido  | Fallecido  | Fallecido  | Fallecido  | Fallecido  |
| Sacha Bali          | Jorge Domingos                      | Regular    | Regular    | Regular    | Recorrente | Recorrente | Recorrente | Regular    | Regular    | Recorrente | Regular    | Regular    |
| Silvio Guindane     | Ivan Marcondes †                    | Regular    | Recorrente | Recorrente | Regular    | Regular    | Recorrente | Fallecido  | Fallecido  | Fallecido  | Fallecido  | Fallecido  |
| Leonardo Vieira     | Ernesto Lopes                       | Recorrente | Regular    | Regular    | Regular    | Regular    | Recorrente | Regular    | Regular    | Regular    | Regular    | Regular    |
| Mario Gomes         | Mauricio Dourado                    | Recorrente | Regular    | Regular    | Regular    | Regular    | Recorrente | Recorrente |            |            |            |            |
| Marcos Pitombo      | Lucas Ferreira                      | Recorrente | Recorrente | Recorrente | Regular    | Regular    | Regular    | Regular    | Regular    | Regular    | Regular    | Regular    |
| Ricky Tavares       | Wellington Viana                    | Recorrente | Recorrente | Recorrente | Recorrente | Regular    | Regular    | Regular    | Regular    | Regular    | Regular    | Regular    |
| Luciana Braga       | Fatima Magalhaes                    | Recorrente | Recorrente | Recorrente | Recorrente | Regular    | Regular    | Regular    | Regular    | Regular    | Regular    | Regular    |
| Marcela Barrozo     | Ana Claudia "Cacau" Magalhaes/Viana | Recorrente | Recorrente | Recorrente | Recorrente | Recorrente | Regular    | Regular    | Regular    | Regular    | Regular    | Regular    |
| Romulo Arantes Neto | Raimundo Figueira                   | Recorrente | Recorrente | Recorrente | Recorrente | Recorrente | Recorrente | Regular    | Regular    | Regular    | Regular    | Regular    |
| Leticia Colin       | Juliana Brandao                     | Recorrente | Recorrente | Recorrente | Recorrente | Recorrente | Recorrente | Regular    | Regular    | Regular    | Regular    | Regular    |
| Claudio Heinrich    | Elton Fontoura †                    | Recorrente | Recorrente | Recorrente | Recorrente | Recorrente | Recorrente | Regular    | Regular    | Regular    | Regular    | Fallecido  |
| Felipe Martins      | José "Zé" Rodrigues                 | Recorrente | Recorrente | Recorrente | Recorrente | Recorrente | Recorrente | Regular    | Recorrente | Recorrente | Recorrente | Recorrente |
| Gabriela Moreyra    | Marialice Pinheiro                  | Recorrente | Recorrente | Recorrente | Recorrente | Recorrente | Recorrente | Recorrente | Recorrente | Recorrente | Regular    | Regular    |
| Guilherme Prates    | Daniel Bandeira                     | Recorrente | Recorrente | Recorrente | Recorrente | Recorrente | Recorrente | Recorrente | Recorrente | Recorrente | Regular    | Recorrente |
| Henrique Ramiro     | Edmundo Pereira                     |            |            |            |            |            | Recorrente | Recorrente | Recorrente | Regular    | Recorrente | Recorrente |
| Pedro Malta         | Marcolino Pereira                   |            |            |            |            |            | Recorrente | Recorrente | Recorrente | Regular    | Recorrente | Recorrente |
| Manoelita Lustosa   | Nelize Figueiredo                   |            |            |            |            |            | Recorrente | Recorrente | Recorrente | Regular    | Recorrente | Recorrente |
| Liège Muller        | Stella †                            |            |            | Invitada   |            |            |            |            |            |            | Recorrente | Regular    |
| Adriano Pettermann  | Valdisnei Soares                    | Recorrente | Recorrente | Recorrente | Recorrente | Recorrente | Recorrente | Recorrente | Recorrente | Recorrente | Recorrente | Recorrente |
| Aline Fanju         | Roseli Farias                       | Recorrente | Recorrente | Recorrente | Recorrente | Recorrente | Recorrente | Recorrente | Recorrente | Recorrente | Recorrente | Recorrente |
| Nill Marcondes      | Vinicius                            | Recorrente | Recorrente | Recorrente | Recorrente | Recorrente | Recorrente | Recorrente | Recorrente | Recorrente | Recorrente | Recorrente |
| Adriano Garib       | Edmilson Magalhaes                  | Recorrente | Recorrente | Recorrente | Recorrente | Recorrente | Recorrente | Recorrente | Recorrente | Recorrente | Recorrente | Recorrente |
| César Pezzuoli      | Guilherme                           | Recorrente | Recorrente | Recorrente | Recorrente | Recorrente | Recorrente | Recorrente | Recorrente | Recorrente | Recorrente | Recorrente |
| Adriano Pettermann  | Valdisnei Soares                    | Recorrente | Recorrente | Recorrente | Recorrente | Recorrente | Recorrente | Recorrente | Recorrente | Recorrente | Recorrente | Recorrente |
| Shaila Arseni       | Tatiana Camargo-Leal                | Recorrente | Recorrente | Recorrente | Recorrente | Recorrente | Recorrente | Recorrente | Recorrente | Recorrente | Recorrente | Recorrente |
| Tati Zig            | Lucia Coutinho                      | Recorrente | Recorrente | Recorrente | Recorrente | Recorrente | Recorrente | Recorrente | Recorrente | Recorrente | Recorrente | Recorrente |
| Patrick Dadalto     | Osvaldo                             | Recorrente | Recorrente | Recorrente | Recorrente | Recorrente | Recorrente | Recorrente | Recorrente | Recorrente | Recorrente | Recorrente |
| Igor Pontes         | Durval                              | Recorrente | Recorrente | Recorrente | Recorrente | Recorrente | Recorrente | Recorrente | Recorrente | Recorrente | Recorrente | Recorrente |
| Giovana Echeverria  | Grace Viana                         | Recorrente | Recorrente | Recorrente | Recorrente | Recorrente | Invitada   | Recorrente | Recorrente | Recorrente | Recorrente | Recorrente |
| Julia Tannus        | Jaqueline Bandeira                  | Recorrente | Recorrente | Recorrente | Invitada   | Recorrente | Recorrente | Recorrente | Recorrente | Recorrente | Recorrente | Recorrente |
| Bia Montez          | Hermezinda Pérez †                  | Recorrente | Recorrente | Recorrente | Recorrente | Recorrente | Fallecida  | Fallecida  | Fallecida  | Fallecida  | Fallecida  | Fallecida  |
| André Ramiro        | Betao †                             | Recorrente | Recorrente | Fallecido  | Fallecido  | Fallecido  | Fallecido  | Fallecido  | Fallecido  | Fallecido  | Fallecido  | Fallecido  |
| Alexia García       | Dila                                |            | Recorrente | Recorrente | Recorrente | Recorrente | Recorrente | Recorrente | Recorrente | Recorrente | Recorrente | Recorrente |
| Janaina Moura       | Marta                               |            | Recorrente | Recorrente | Recorrente | Recorrente | Recorrente | Recorrente | Recorrente | Recorrente | Recorrente | Recorrente |
| Flavio Siqueira     | Fabinho Galvao                      |            | Recorrente | Recorrente | Recorrente | Recorrente | Recorrente | Recorrente | Recorrente | Recorrente | Recorrente | Recorrente |
| Gustavo Ottoni      | Renato Docena                       |            |            | Recorrente | Recorrente | Recorrente | Recorrente | Recorrente | Recorrente | Recorrente | Recorrente | Recorrente |
| Claudia Alencar     | Adalgisa                            |            |            | Recorrente | Recorrente | Recorrente | Recorrente | Recorrente | Recorrente | Recorrente |            |            |
| Silvia Bandeira     | Suzana                              |            |            |            |            | Recorrente | Recorrente | Recorrente | Recorrente | Recorrente |            |            |

## Premios y nominaciones
| Año  | Premio                     | Categoría                          | recibido por       | Resultados | Ref.          |
| ---- | -------------------------- | ---------------------------------- | ------------------ | ---------- | ------------- |
| 2011 | Premio ABMN                | Destacado en Marketing Promocional | Vidas em Jogo      | Ganador    | [ 57 ]        |
| 2011 | Top International Business | Nacional Destacado Artístico       | André Di Mauro     | Ganador    | [ 58 ]        |
| 2012 | Prêmio Contigo! de TV      |                                    |                    |            |               |
| 2012 | Prêmio Contigo! de TV      | Mejor Telenovela                   | Vidas em Jogo      | Nominado   | [ 59 ] [ 60 ] |
| 2012 | Prêmio Contigo! de TV      | Autor de Mejor Telenovela          | Cristianne Fridman | Nominado   | [ 61 ] [ 60 ] |
| 2012 | Prêmio Contigo! de TV      | Mejor Actor                        | André Di Mauro     | Nominado   | [ 62 ] [ 60 ] |
| 2012 | Prêmio Contigo! de TV      | Mejor actor de reparto             | Sandro Rocha       | Nominado   | [ 63 ] [ 60 ] |
| 2012 | Prêmio Contigo! de TV      | Mejor Actriz Infantil              | Julia Tannus       | Nominado   | [ 64 ] [ 60 ] |
| 2012 | Prêmio Contigo! de TV      | Mejor Actriz Infantil              | Shaila Arsene      | Nominado   | [ 64 ] [ 60 ] |
| 2012 | Prêmio Contigo! de TV      | Mejor Director                     | Alexandre Avancini | Nominado   | [ 65 ] [ 60 ] |
| 2012 | Banff World Media Festival | Mejor Telenovela                   | Vidas em Jogo      | Ganador    | [ 66 ]        |